# Județul Putna (interbelic)
Județul Putna a fost o unitate administrativă de ordinul întâi din Regatul României, aflată în regiunea istorică Moldova. Reședința județului era orașul Focșani.

## Istorie
Ținutul Putnei a fost atestat documentar la 2 iulie 1431. Împreună cu ținutul Adjudului, atestat în 1460, s-a contopit în 1591 sub denumirea de Ținutul Putnei, condus de un staroste până la 1859. Cel puțin o parte a teritoriului lui a fost sub controlul domnilor Țării Românești până pe la 1475.
În anul 1864, domnitorul Alexandru Ioan Cuza dă prima lege de organizare administrativ-teritorială modernă a teritoriului României. Legea prevedea împărțirea țării în 33 de județe, având ca subdiviziuni plășile și comunele (urbane și rurale). Județele și comunele erau investite cu personalitate juridică și cu organe deliberative și executive: consiliul județean și prefectul (acesta din urmă ca reprezentant al guvernului în teritoriu), respectiv consiliul comunal și primarul (în calitate de reprezentant al guvernului în teritoriu). Plășile erau simple subdiviziuni ale județelor, fără personalitate juridică, conduse de subprefecți, cu atribuții de supraveghere și control asupra autorităților comunale.
La fondarea sa, județul Putna era un județ de frontieră. Se învecina cu Transilvania (ce făcea parte atunci din Austro-Ungaria) și cu județele românești Bacău, Tecuci, Râmnicu Sărat și Buzău. Denumirea județului venea de la râul Putna, ce îl străbătea de la vest la sud-est și care uda împreună cu afluenții săi toată partea centrală și sudică a județului.
În anul 1943, prefectul Panaite N. Pavlu a reușit să editeze o lucrare valoroasă pentru acele timpuri, respectiv „Monografia județului Putna”, prin mobilizarea celor mai buni specialiști din județ, care au lucrat gratuit pentru a realiza această scriere.

## Întindere

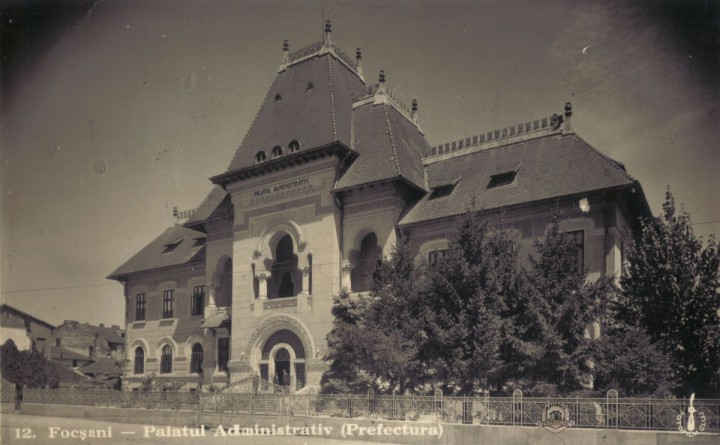
Clădirea Prefecturii județului Putna din perioada interbelică. Clădirea-monument istoric a fost construită între anii 1913-1926 în stil tradițional românesc după planurile arhitectului Daniel Renard. Ea este situată pe Str. Republicii nr. 71, fiind una dintre clădirile reprezentative ale municipiului Focșani.

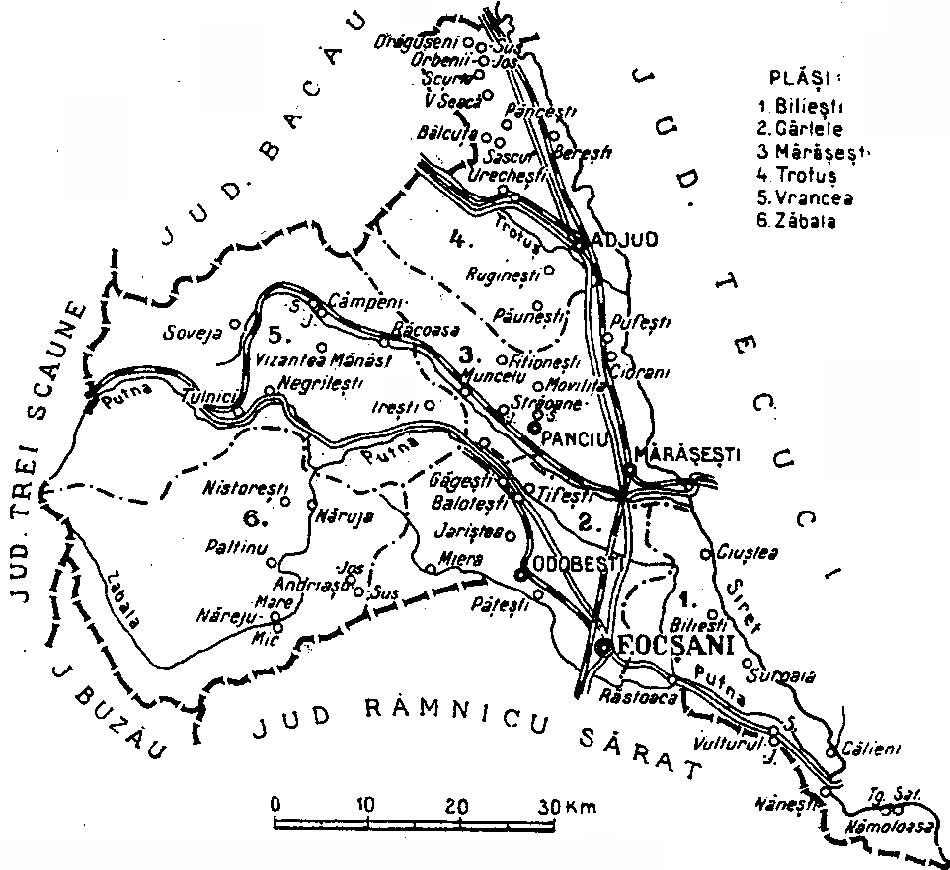
Harta județului, cu dispunerea și denumirea plășilor, în anul 1938.

Județul se afla în partea central-estică a României Mari, în sudul regiunii Moldova. Astăzi marea parte a teritoriului fostului județ face parte din județul Vrancea. Județul se învecina la nord cu județul Bacău, la est cu județul Tecuci, la sud cu județele Râmnicu Sărat și Buzău, iar la vest cu județul Trei Scaune.

## Organizare

### Organizare administrativă
Județul antebelic Putna era împărțit în 4 plăși: ''Biliești-Gîrlele'', ''Răcăciuni'', ''Vrancea'' și ''Zăbrăuțul''. Județul avea 84 comune (rurale și urbane) în anul 1864.
1. Plasa Răcăciuni (denumit și Șușița), cu reședința la Adjud, cu comunele: Pufești, Domnești, Ruginești, Țifești, Păunești, Adjudu Vechi, Șișcani, Mărășești, Pădureni și Burcioaia.
2. Plasa Vrancea, cu reședința la Bârsești, cu comunele: Bârsești (reședința), Nereju, Spulber, Nistorești, Herăstrău, Tulnici, Păulești, Negrilești, Bârsești, Văsuiu, Spinești, Poiana și  Paltin.
3. Plasa Vidra, cu reședința la Năruja, cu comunele: Găurile, Valea Sării, Colacu, Vidra, Tichiriș, Năruja, Câmpuri și Soveja.
4. Plasa Zăbrăuți, cu reședința la Panciu, cu comunele: Soveja, Câmpuri, Pufești, Răcoasa, Țifești, Străoani de Sus, Străoani de Jos și Fitionești și Bătinești.

Capitala județului Putna  era orașul Focșani. Județul avea cinci orașe și 265 sate. 
În anul 1930, județul Putna era împărțit în trei plăși:
1. Plasa Trotuș (cu reședința la Adjud)
2. Plasa Vrancea (cu reședința la Năruja)
3. Plasa Caregna, cu comunele: Ruginești, Păunești, Pufești, Domnești, Mărășești, Pădureni.

Ulterior au mai fost create încă trei plăși, după o reorganizare administrativ-teritorială:
1. Plasa Zăbala cu 59 de sate
2. Plasa Gârlele, cu reședința la Odobești, cu comunele: Pățești, Bolotești, Găgești, Țifești, Clipicești, Jariștea, Vărsătura, Mera, Reghiu, Vizantea și Irești.
3. Plasa Biliești, cu reședința la Biliești, cu comunele: Jorăști, Mircești, Biliești, Vulturu, Nănești, Călieni, Suraia, Dumbrăvița Nouă și Răstoaca.

Județul Putna avea cinci orașe: Focșani, Adjud, Mărășești, Odobești și Panciu.

### Organizare judecatoarească
Județul Putna  avea la Focșani un tribunal cu 2 secțiuni, 14 magistrați, 1 prim-procuror și 2 procurori, în circumscripția Curții de Apel din Galați și opt judecătorii la Focșani, Adjud, Mărășești, Panciu, Năruja, Tulnici și Vidra cu un total de 18 magistrați.

## Economie

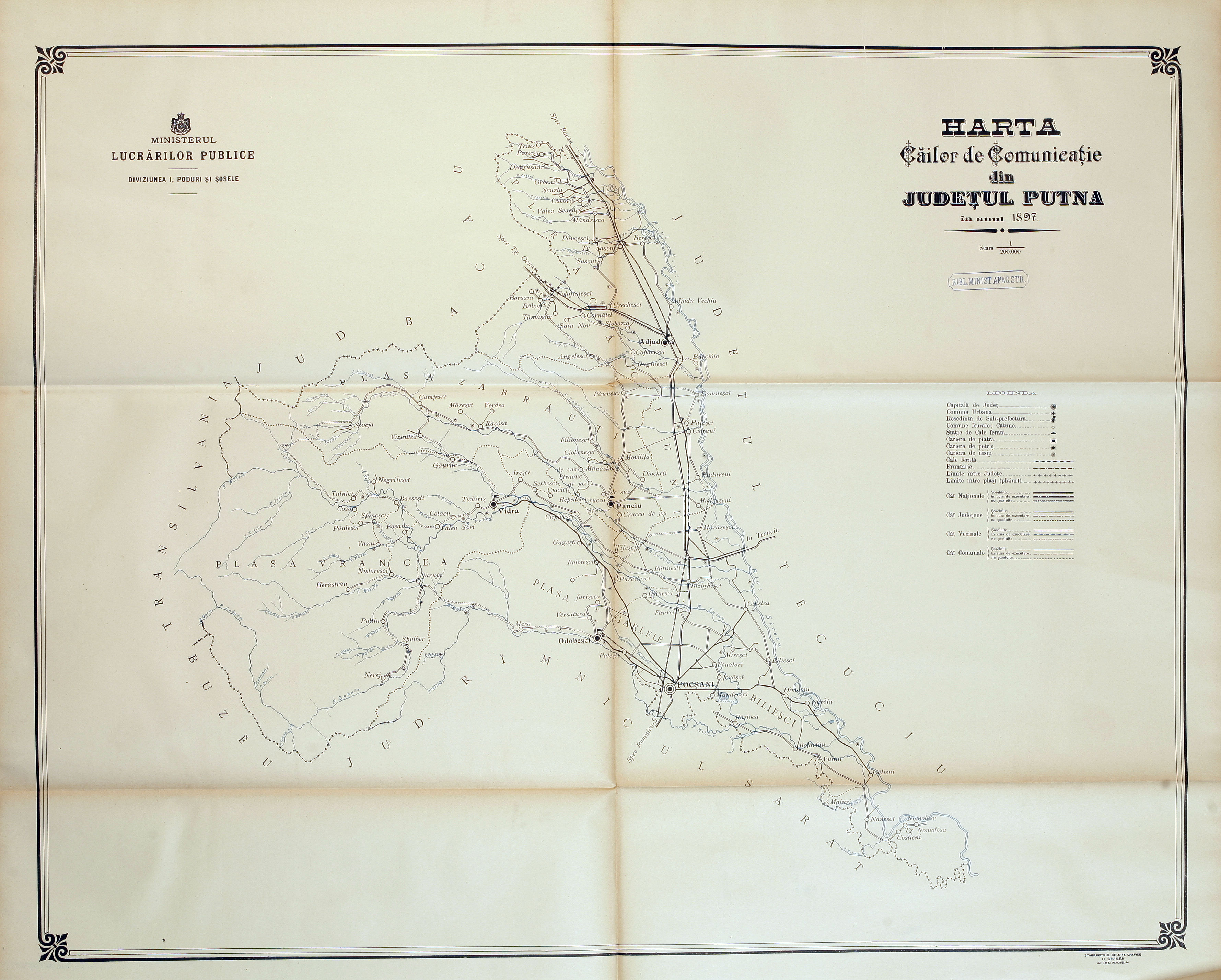
Harta județului Putna în Atlasul Căilor de Comunicații din 1897

Viile din acest județ erau renumite pentru calitatea vinurilor, fiind unul dintre județele cu cea mai mare suprafață cultivată cu viță-de-vie. Ca ocupație tradițională se practica și olăria în comuna Irești (plasa Gîrlele) și în orașul Focșani. În comuna Vidrea exista o școală de meserii.
Județul Putna era bogat în minerale: pirită, ghips, pucioasă, sare gemă, petrol (se exploata la Câmpurile și Haloș), cărbuni de piatră (cătunul Șindrilari, comuna Mera), piatră gogon pentru pavaj (pe râurile Putna și Milcov), piatră calcaroasă (pe râul Șușița) și marmură (comuna Câmpurile). Erau, de asemea, și foarte multe izvoare de ape minerale reci (Vizantea, Câmpurile, etc.). Acestea erau sulfo-alcaline, magnezice, iodate sau feruginoase.

## Populație
Conform datelor recensământului din 1930 județul avea o populație de 194.105 locuitori, dintre care 93,3% români, 3,5% evrei, 1,2% țigani, 1,1% maghiari ș.a.

### Mediul urban
Populația urbană a județului era de 58.683 locuitori, dintre care 84,6% români, 10,9% evrei, 1,5% maghiari ș.a. 

### Religie
Sub aspect confesional populația județului era formată din 94,2% ortodocși, 3,6% mozaici, 1,6% romano-catolici ș.a. În mediul urban, din punct de vedere confesional orășenimea era alcătuită din 85,1% ortodocși, 11,1% mozaici, 2,2% romano-catolici ș.a.
Biserici si lăcașuri de închinăciune erau 199 biserici ortodoxe, o biserică romano-catolică, o capelă romano-catolică, două biserici armenești și 12 sinagogi.
În județ erau două mânăstiri ortodoxe la Vizantea și Soveja și 7 schituri ortodoxe: Valea Neagră, Brazi, Trotușeanu, Mușunoaiele, Buluc, Tarnița, Lepșa.
Județul  avea trei protopopiate ortodoxe cu reședință la Focșani, Drăgușeni și Vrancea și se află în eparhia Episcopiei Romanului (Mitropolia Moldovei și Sucevei).

## Însemne
Stema județului era reprezentată de Bachus stând pe butoi, ca semn al vinurilor produse în județul Putna.